# Siretoko-félsziget
A Siretoko-félsziget (知床半島; Hepburn: Shiretoko-hantō) Japánban, Hokkaidó északkeleti részén helyezkedik el.
2005. július 14-én a Dél-afrikai Köztársaságban tartott találkozón az UNESCO felvette a Világörökség listájára, és július 17-én hivatalosan is regisztrálták. Az északi félgömbön a félsziget a legdélibb olyan pont, ahol gyakran tengeri jég formálódik.

## Neve
A „Siretoko” név az ainu nyelvből származik, sir etok, melynek jelentése „a Föld vége”, vagy „a hely, ahol a föld előreugrik”.

## Földrajz
Az északkelet-délnyugat irányban elnyúló félsziget az északnyugati oldalán határos az Ohotszki-tengerrel, a délkeleti oldalán pedig a Csendes-óceánnal. A tőle keletre található, Japán által vitatott hovatartozású oroszországi Kuril-szigetekhez tartozó Kunasir-szigettel párhuzamosan fekszik, tőle a Nemuro-tengerszoros választja el. A Kunasir-szigetet látni is lehet a félszigetről. A hideg Oja-Sio-áramlat déli irányban halad a szigetnél.
A Siretoko-foktól egészen a félsziget csúcsáig vulkánok sorozata halad, magában foglalva a Siretoko-hegyet, az Unabecu-hegyet, és az Ió-hegyet. A félsziget része a Csisima vulkanikus zónának. A vulkanikus zóna miatt számos onszen (meleg vizű forrás ill. fürdő) található itt, például a Szeszeki onszen és az Ivaobecu onszen.
A félszigeten fekszik Rauszu és Sari városa.

### Hegyek listája
- Poromoi-hegy
- Siretoko-hegy
- Dokkarimui-hegy
- Rusa-hegy
- Higasi-hegy
- Csienbecu-hegy
- Minami-hegy
- Ió-hegy
- Okkabake-hegy
- Szasirui-hegy
- Rauszu-hegy
- Csinnisibecu-hegy
- Onnebecu-hegy
- Unabecu-hegy
- Sari-hegy
- Szamakke Nupuri-hegy
- Sibecu-hegy

## Klíma

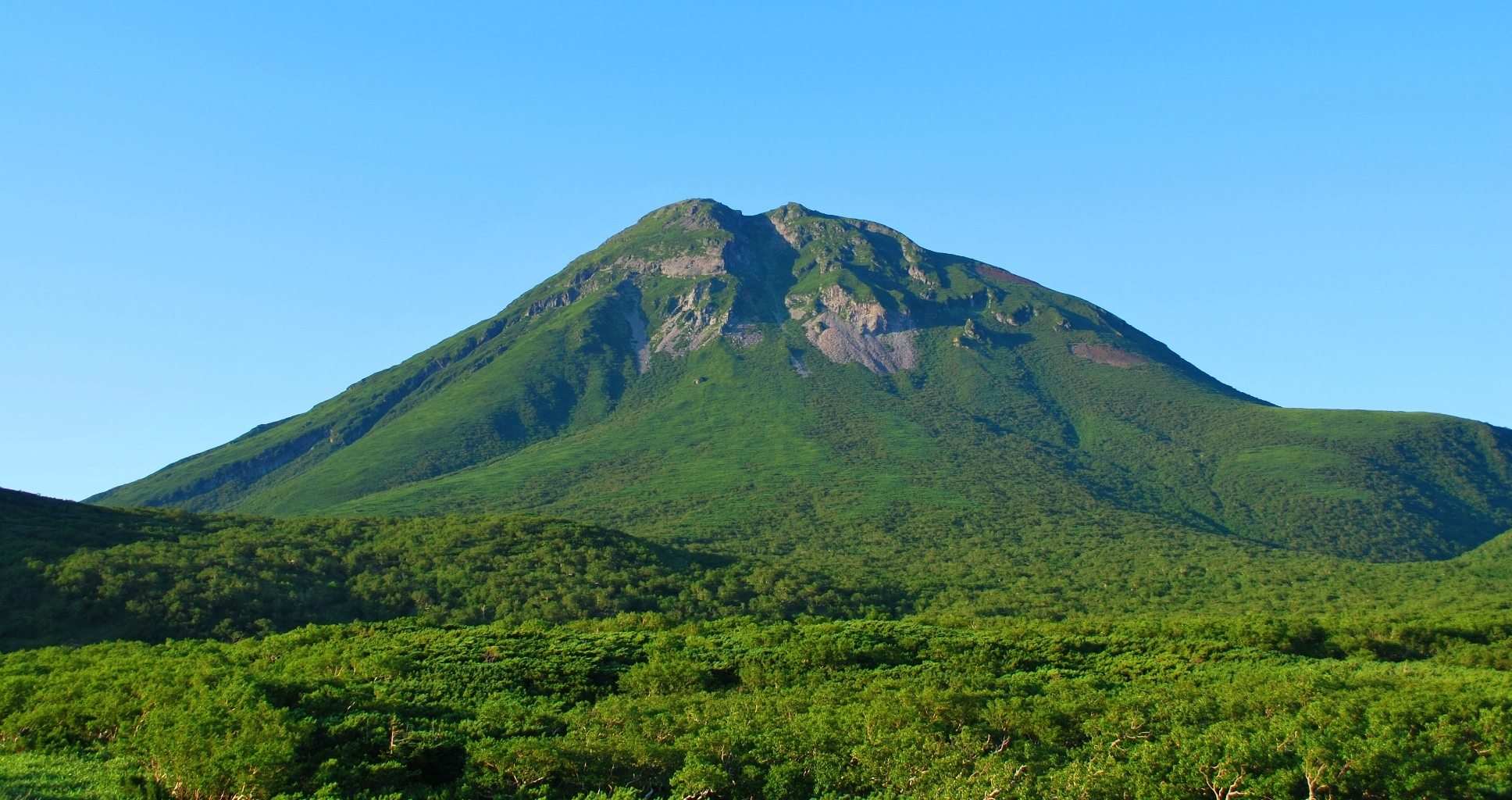
A Rauszu-hegy

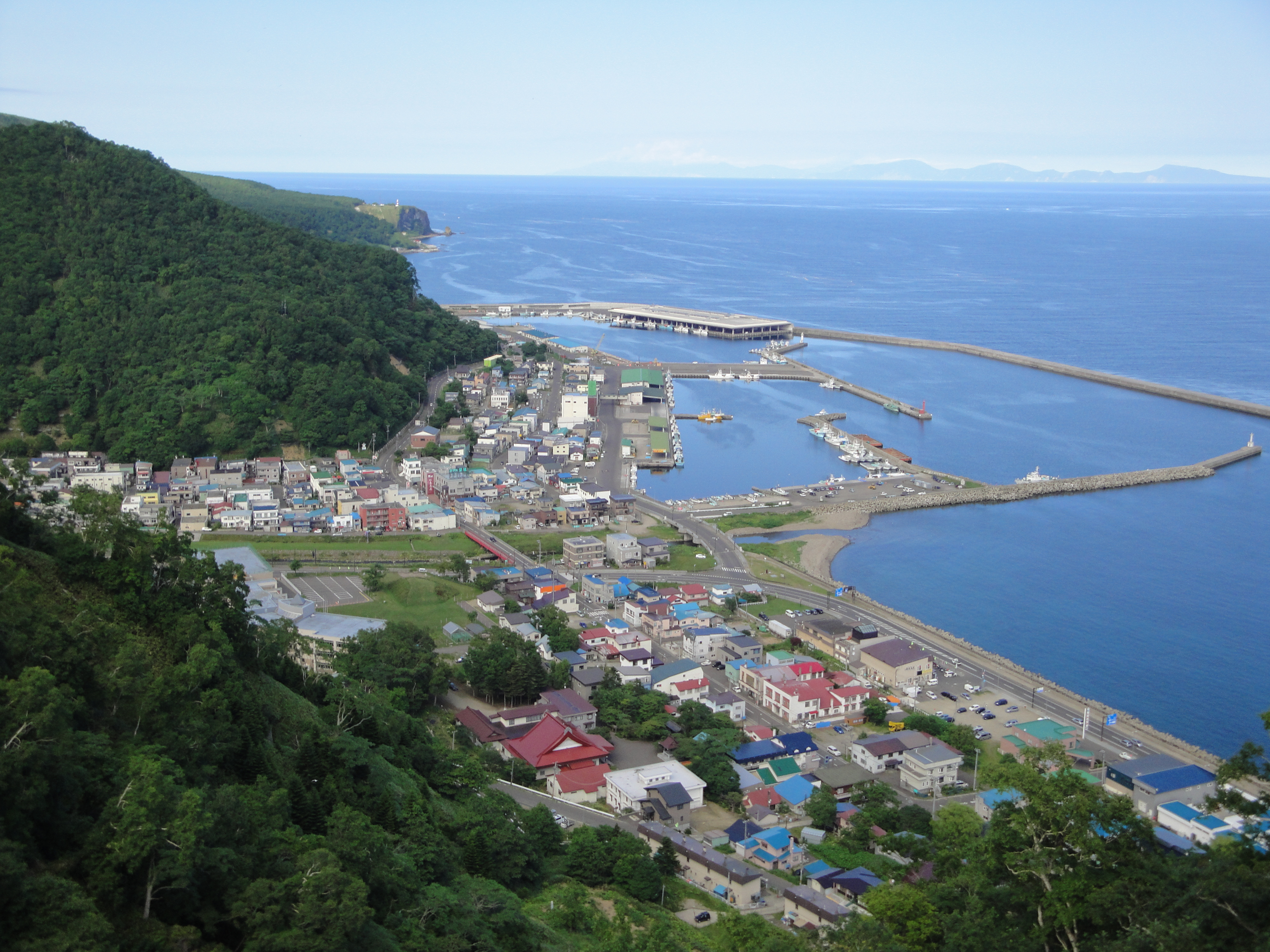
Rauszu városa

Az Oja-Sio-áramlat mély befolyást gyakorol a félsziget időjárására. A félszigeten a rövid nyár és a hosszú tél a jellemző. Az áramlat ködöt okoz a délkeleti partvidéken és tengeri jeget télen. Szeptembertől júniusig hó fedi a hegycsúcsokat, a nagyon magas hegycsúcsokon a hó megmarad egész nyáron.

## Növényvilág és állatvilág
A Siretoko-félsziget otthont ad sok tűlevelű és lombhullató fa fajtának, köztük a makk hordozó Quercus mongolicat (Mizunara). 1000 méter felett nő a Szibériai törpe fenyő. Vörös rókák és szikaszarvasok is lakják a területet. Nagy számban vannak usszuri barnamedvék (fekete grizzlyk) is. A Rauszu-hegy, az Onnebecu-hegy és a Sari hegy felső szakaszaiban az egyetlen ismert költőterülete az Északi füzikének Hokkaidóban. Tengeri sasok fejlődnek itt és fókák gyakran láthatók a tengerparton.
A bálnanézés a helyi turizmus népszerű attrakciója. A cetfélék 13 vagy 14 faját jegyezték fel a területen. Különösen az orkák avagy gyilkos bálnák tartják a félszigetet körülvevő vizeket az egyik legtermészetesebb környezetnek az északkeleti Csendes-óceánon. 2005 februárjában 12 állat partra vetődött, ebből 9 elpusztult.
A Siretoko-félsziget azon kevés helyek egyike, ahol az ámbráscet és a Baird-féle csőröscet hímjeinek csoportja észrevehető a szárazföldről. Más gyakran látott fajok a következők: csukabálna, Csendes-óceáni fehérsávos delfin, Dall-disznódelfin, közönséges disznódelfin.
Az utóbbi években az Ohotszki-tenger két veszélyeztetett faja, a hosszúszárnyú bálnák és a közönséges barázdásbálnák kezdenek visszatérni a területre. Néhány beluga avagy fehér bálna is előfordul, melyről azt hitték, hogy elvándorolt az Ohotszki-tenger északi részére. A 2000-es években Sibecu városánál több évig folyamatosan megjelentek főleg a felnőtt egyedek.
A Csendes-óceáni északi simabálna, amely a legveszélyeztetettebb faj az összes megfigyelt bálnaféle közül, a szárazföldhöz közel, főleg a félszigetnek az Ohotszki-tenger felőli oldalánál tűnik fel. A kék bálnákat – feljegyzések alapján – az abasiri kikötőben szigonyozzák a bálnavadász napokon, annak ellenére, hogy ezek a fajok nem találhatók meg a szomszédos tengerekben és mostanra már szinte kihaltak a japán vizeken. Mivel a víz mély és termékeny, néhány olyan faj, mint a csőrös bálna, a Stejneger-féle csőröscet és egyéb más fajok is kedvelik ezt a területet. A cetek a legnagyobbja a Baird-féle csőrös bálna, amely leggyakrabban a partokhoz közel figyelhető meg. A kevésbé ismert fajok vagy alfajok nem lakják a Sirekoto-félszigetet és Abasirit.
A hosszúszárnyú gömbölyűfejű bálna, ami Hokkaido területén található meg, a 12. századra már kihaltnak vélték, de rövidszárnyú gömbölyűfejű bálna meg nem erősített észleléseiről számoltak be a Nemuro-tengerszorosnál, noha ez a terület már ezeknek a bálnáknak a normál hatótávolságán kívül esik.

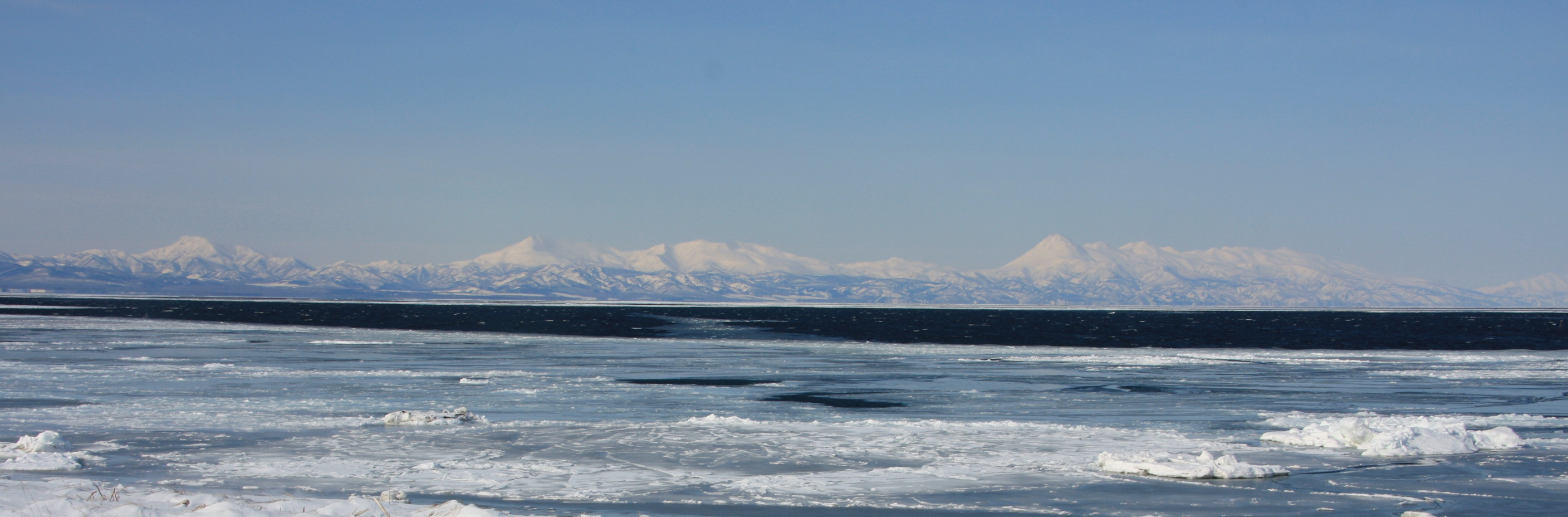
A Siretoko-félsziget hegyei

## Természetvédelmi intézkedések
A Siretoko-félsziget vadállatai és érintetlen természete megvédése érdekében, 1964-ben a félsziget nagy területét a Siretoko Nemzeti Parknak jelölték ki. Azóta a parkot szigorú szabályoknak tették ki, például tilos a belépés, annak érdekében, hogy megőrizzék a természetet.

## Fordítás
Ez a szócikk részben vagy egészben  a   Shiretoko Peninsula című angol Wikipédia-szócikk ezen változatának fordításán alapul.  Az eredeti cikk szerkesztőit annak laptörténete sorolja fel. Ez a jelzés csupán a megfogalmazás eredetét és a szerzői jogokat jelzi, nem szolgál a cikkben szereplő információk forrásmegjelöléseként.